# Tal des Schweigens

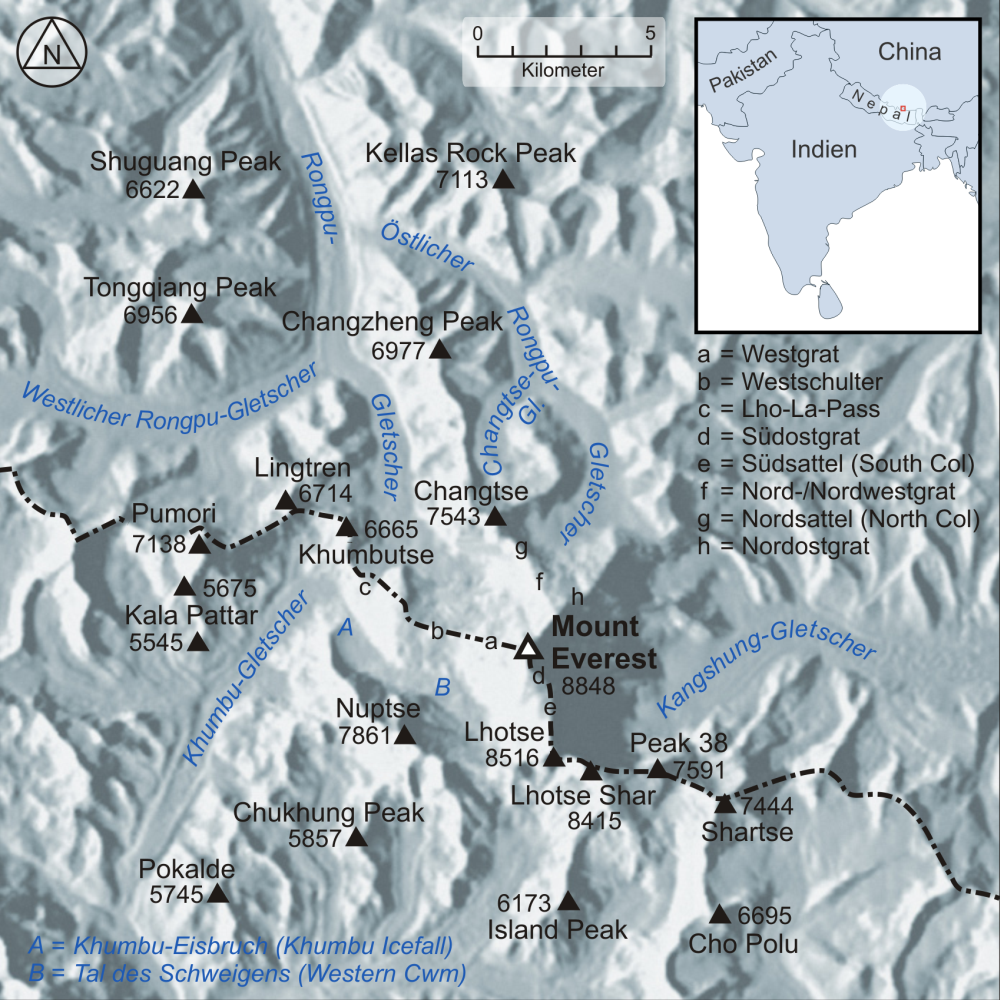
Lage des Tals des Schweigens (B) südwestlich des Mount Everest

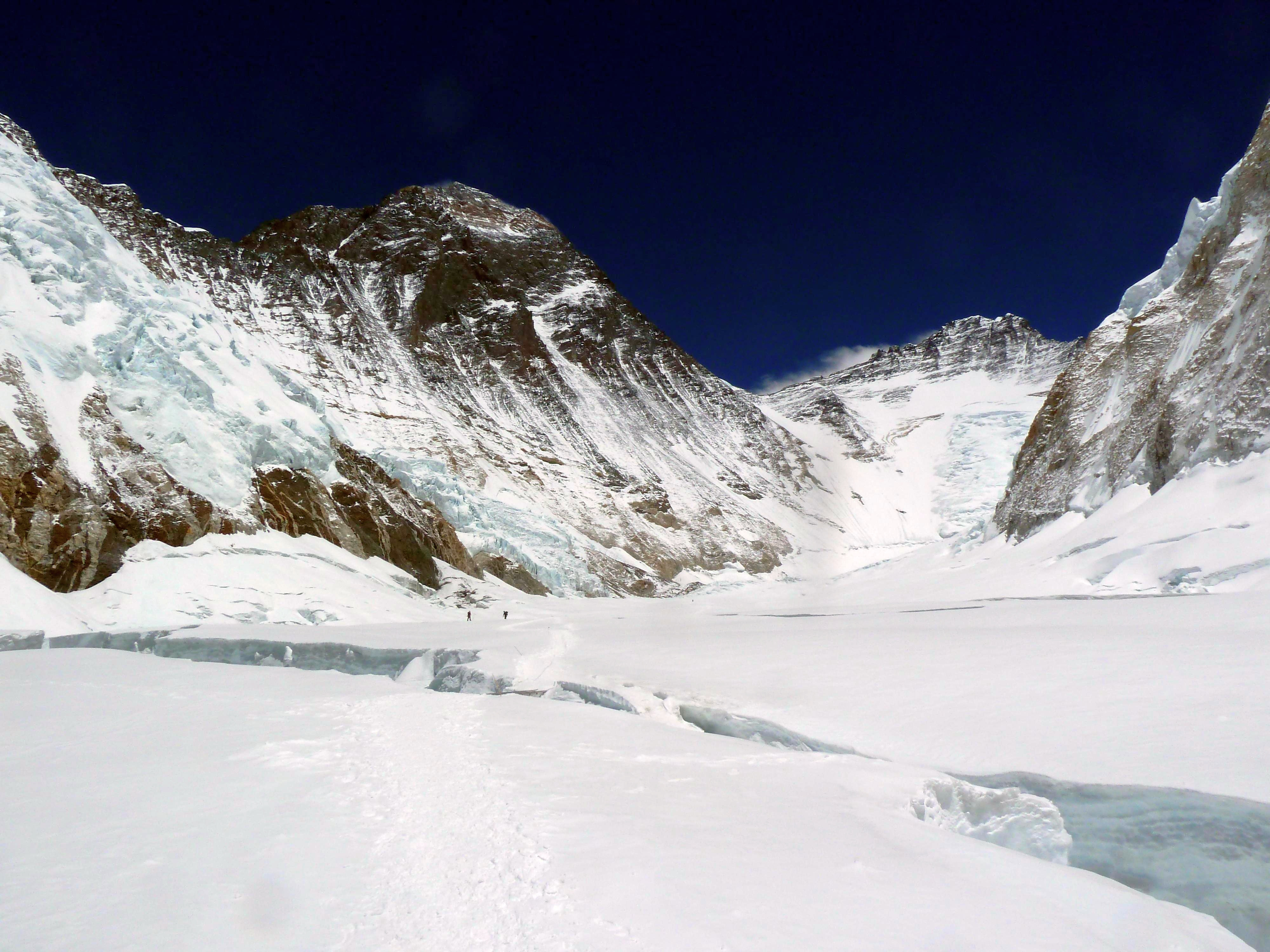
Tal des Schweigens, ganz im Hintergrund die Lhotseflanke

Das Tal des Schweigens ist das höchstgelegene Tal oder Kar der Erde. 
Ein anderer Name dieses Tals ist im Englischen „Western Cwm“ (Kuhm gesprochen), sowohl nach dem walisischen Wort für „Talkessel“ oder „Kar“ als auch in Anlehnung an den Gletscher und die Region namens Khumbu.

## Lage und Geographie
Das Tal liegt in Nepal, in extrem unzugänglicher Lage südwestlich vom Gipfel des Mount Everest, nordwestlich vom Gipfel des Lhotse und nordöstlich des Siebentausenders Nuptse. Nördlich wird das Tal vom berüchtigten Westgrat des Everest begrenzt, seine südliche Flanke bildet die Kette der West- und Ostgrate des Nuptse, die zum Westgrat des Lhotse führen, und am Ende des Tales erhebt sich die vereiste Flanke des Lhotse, die auf den höchsten Pass der Erde führt, den 8000 Meter hohen Südsattel hinüber ins östlich gelegene Tal des Kangshung-Gletschers in Tibet.
Das Tal selbst gilt als ein irritierender Ort. Umschlossen durch die hohen Bergketten, ist es in dem Tal oft windstill (daher der Name Tal des Schweigens) und am Tage oft ungewöhnlich heiß (durch die Reflexion des Sonnenlichtes an den vielen Eis- und Schneeflächen). Nachts bzw. nach Sonnenuntergang können die Temperaturen tief unter den Nullpunkt fallen. Der einzige Zugang zum Tal ist ein extrem gefährlicher, über 600 Höhenmeter messender Eisbruch des in diesem Tal entstehenden Khumbu-Gletschers. Der Weg über den Eisbruch gilt als einer der gefährlichsten Wege der Erde. Der Gletscher bewegt sich in diesem Bereich um ca. 5 Zentimeter pro Stunde. Den Weg ins Tal säumen Séracs, gigantische zerbrochene Eisnadeln mit Höhen bis zu 35 Metern, die jederzeit umstürzen können. Zwischen den Séracs befinden sich Gletscherspalten, die zu Teilen über 150 Meter tief sein können. Der Eisbruch ist das mit Abstand gefährlichste Stück Weg auf der gängigsten Route der Everest-Besteiger, der Südsattel-Route. 
Das Tal selbst beginnt auf einer Höhe von ca. 6000 Metern, oberhalb des Eisfalls. In dieser Region wird in der Regel das „Vorgeschobene Basislager“ bzw. Advanced Base Camp, (kurz ABC) errichtet. Am Ende des Tales bzw. einige hundert Meter davor, vor der Flanke des Lhotse, wird ein weiteres Lager errichtet.
In der vergletscherten Mulde des Tals entspringt der Khumbu-Gletscher. Unterhalb des Tals des Schweigens befindet sich, auf der Gletscher-Seitenmoräne gelegen, das Everest-Basislager in ca. 5400 Metern Höhe, von dem aus das Tal aufgesucht wird. Im eigentlichen Tal ist es sicher, jedoch geht man auf einem sich bewegenden Gletscher, der insbesondere auf 6100 m und 6500 m Höhe gewaltige Spalten aufweist. Das Tal selbst ist nur schwach geneigt und hat bis zum östlichen Talabschluss auf 6700 bis 6800 m Höhe eine Länge von 4600 bis 4700 m, was einem durchschnittlichen Gefälle von 9,5° entspricht. 

## Erforschungsgeschichte

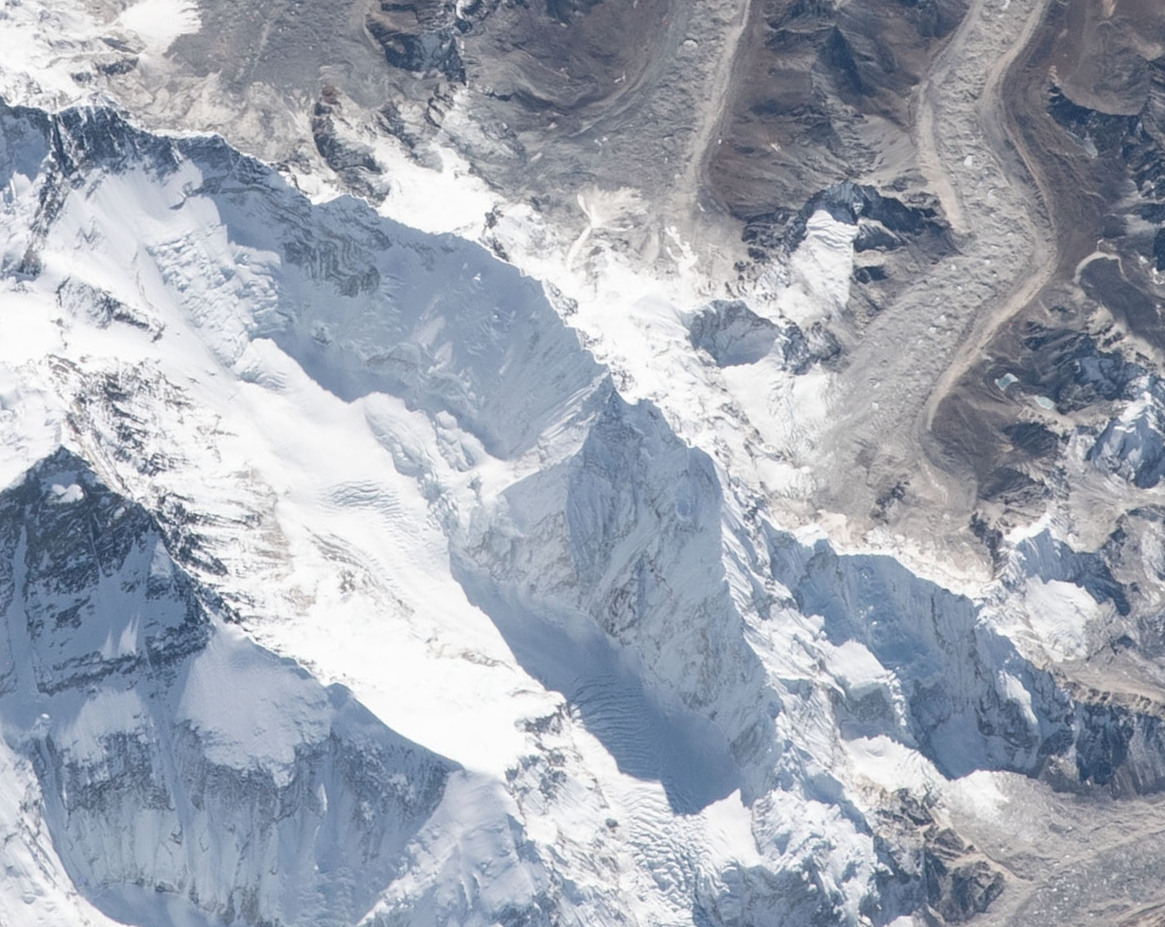
Foto bei einem Überflug der Internationalen Raumstation im Jahr 2021 (Bildausschnitt eines Wikipedia-Autors)

Der erste Mensch, der in das Tal des Schweigens blickte, soll der berühmte englische Bergsteiger George Mallory gewesen sein. Er erklomm bei seinen Erkundungen der Everest-Region am 19. Juli 1921 von tibetischer Seite aus den Lho-La-Pass nordwestlich des Khumbu-Tales vom Rongpu-Gletscher aus. Von der Passhöhe aus 6000 Metern blickte er in ostsüdöstliche Richtung schräg von oben in das Tal des Schweigens. Er berichtete, dass aufgrund des riesigen Eisbruchs niemand in dieses Tal gelangen könne. Das erste Foto vom Eisbruch und dem Tal machte der Neuseeländer L. V. Bryant 1935 vom gleichen Platz aus. Raymond Lambert und der Sherpa Tenzing Norgay waren 1952 im Rahmen einer Schweizer Everest-Expedition die ersten, die das Tal des Schweigens erreichten. Ein Jahr später, 1953, gelangte die englische Expedition unter John Hunt mit den Erstbesteigern, Tenzing Norgay und Edmund Hillary, durch dieses Tal  auf den Gipfel des Mt. Everest.

## Koordinaten
- Karte mit allen Koordinaten:
- OSM |
- WikiMap

- Eisbruch-Ende: 27° 59′ 28″ N, 86° 52′ 20″ O auf 6000 m
- Mitte des Tals: 27° 58′ 51″ N, 86° 53′ 53″ O auf 6400 m
- Ende des Tals:  27° 58′ 7″ N, 86° 54′ 41″ O auf 6780 m

Koordinaten: 27° 58′ 51″ N, 86° 53′ 53″ O